# Дьявол во плоти (фильм, 2005)
«Дьявол во плоти» (англ. Pretty Persuasion) — американская чёрная комедия 2005 года Маркоса Сиги о сексуальных домогательствах в школе.

## Сюжет
Кимберли Джойс — психопатичная 15-летняя ученица элитной школы в Беверли-Хиллз. Она живёт с молодой мачехой, которую не любит, и с вечно недовольным отцом. У неё есть подруга Бриттани, которую она считает более красивой и завидует ей. Бывший парень Кимберли Трой даже ушёл к Бриттани, но сейчас у Кимберли новый мальчик, который ей самой не нравится. Недавно Кимберли нашла себе ещё одну подругу, в лице новенькой ученицы, иммигрантки с Ближнего Востока Ранды, которая ходит в хиджабе. Кимберли считает, что на её фоне смотрится более выигрышно. После окончания школы она собирается стать актрисой, а пока в школьном драматическом кружке будет играть Анну Франк.
Однажды школьный учитель английского языка и литературы мистер Андерсон оставляет Кимберли и Ранду после занятий, из-за того, что они разговаривали на уроке. Он даёт им задание написать эссе о своём плохом поведении. Эссе, которое написала Кимберли, он забирает к себе домой. Вечером жена Андерсона одевается как школьница, и он просит её прочесть это эссе. В то же время Кимберли неудачно высказывается о евреях, из-за чего её лишают роли Анны Франк в школьной постановке. На главную роль теперь берут Бриттани. На репетиции мистер Андерсон даёт Бриттани задание по актёрскому мастерству, которое та с трудом выполняет. Бриттани считает, что этим заданием мистер Андерсон унизил её перед всеми, кто был тогда в зале. Кимберли предлагает Бриттани отомстить учителю, предъявив ему обвинение в сексуальных домагательствах. Заодно, как она считает, они смогут прославиться на этом скандале, что поможет им в будущем строить актёрскую карьеру. В сговор с ними вступает и арабка Ранда. Раздувать скандал помогает журналистка-лесбиянка Эмили Кляйн. У самого мистера Андерсона нет денег на адвоката, поэтому его бесплатно защищает его друг, учитель права Роджер Никол.
Кимберли делает минет еврейскому мальчику по имени Джош, чтобы тот уговорил своего отца, хорошего дорогого адвоката Ларри Хоровица, защищать на суде мистера Андерсона бесплатно. Под давлением Хоровица Бриттани на суде сознаётся, что все обвинения были сфабрикованы и подруги просто разозлились на учителя и хотели ему отомстить. После такого поворота девочек клеймят позором и исключают из школы. Не выдержав этого унижения, Ранда застрелилась. От мистера Андерсона ушла жена. Бриттани бросил её парень Трой. Сама же Кимберли получила небольшую роль в сериале на телевидении и решила покинуть дом отца и уехать жить к матери.
От Джоша Бриттани узнала, что это Кимберли попросила, чтобы его отец защищал мистера Андерсона на суде. То есть сама Кимберли хотела, чтобы они проиграли. Кимберли объяснила, что просто хотела прославиться, а заодно отомстить ей, Бриттани, за то, что та увела у неё Троя.

## В ролях
- Эван Рэйчел Вуд — Кимберли Джойс
- Джеймс Вудс — Хэнк Джойс
- Рон Ливингстон — Перси Андерсон
- Элизабет Арнуа — Бриттани
- Ади Шналл — Ранда
- Старк Сэндс — Трой
- Джейн Краковски — Эмили Кляйн
- Майкл Хичкок — директор Чарльз Майер
- Дэнни Комден — Роджер Никол
- Джейми Кинг — Кэти Джойс
- Джош Цукерман — Джош Хоровиц
- Джеймс Снайдер — Дейв
- Коди Макмэйнс — Кенни
- Сельма Блэр — Грейс Андерсон
- Клайд Кусацу — судья Карл Мунро
- Роберт Джой — Ларри Хоровиц
- Октавия Спенсер — раздражённая женщина в телевизоре
- Джонни Льюис — Уоррен Прескотт
- Тина Холмс — Надин

## Приём
Фильм получил смешанные отзывы от критиков. На сайте Rotten Tomatoes у фильма «гнилой» рейтинг в 32 % на основе 77 отзывов. На сайте Metacritic у фильма 45 баллов из 100 на основе 29 отзывов.
Роджер Эберт поставил фильму 2 звезды из 4. По его мнению фильм «дерзкий и хорошо сыгранный», однако имеет сырой сюжет, внутрь которого всё же заложено серьёзное содержание. Фильм одновременно хочет быть и сложной драмой и комедией. В фильме есть оскорбительные шутки про евреев и арабов, которые по мнению Эберта не нужны, потому что не имеют никакого отношения к сюжету. В The New York Times похвалил фильм, назвав его «непристойной человеконенавистнической сатирой». В Slant Magazine сообщили, что это была «довольно неубедительная лекция».
В 2005 году фильм получил приз зрительских симпатий на Международном кинофестивале в Ольденбурге.